# Aranyoner
L'aranyoner (Prunus spinosa) és un arbust de fulla caduca de la família de les rosàcies. En algunes zones catalanoparlants també es coneix com a prunyoner, prinyoner, escanyagats, arç negre o barsa/barza.

## Distribució
És corrent en les zones de bardisses d'Euràsia i el nord d'Àfrica. Només es troba a les zones temperades i manca a partir del centre d'Escandinàvia i les zones de clima subàrtic. Es troba a les bardisses, vores de boscs i marges, en ambients humits de la muntanya mitjana o fins i tot els indrets més frescos de la terra baixa. És rar a les contrades àrides.

## Característiques
Ateny fins a dos metres d'alçada i és proveït de moltes punxes inserides a la tija i les branques.

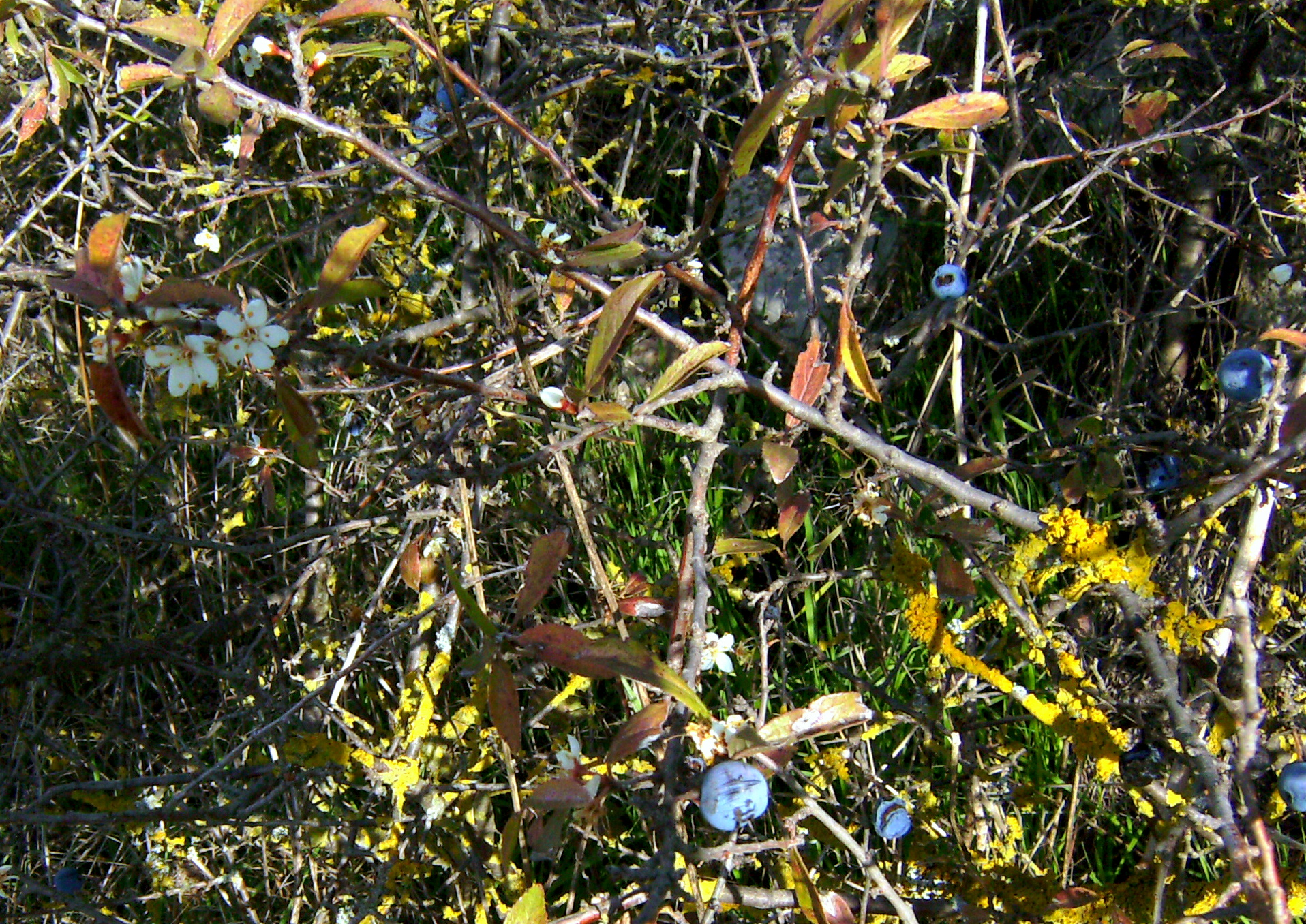
Aranyoner a final de novembre, reflorit i amb els fruits de la florida primaveral (2012).

Floreix cap al final de l'hivern o a la primeria de la primavera, segons el clima, amb flors blanques que surten abans de les fulles. En anys de molta secada de la primavera a l'estiu, seguida de pluges intenses a la tardor, les plantes poden tornar a florir en aquest època, però aquestes flors no donaran pas fruit. Els fruits de l'aranyoner, els aranyons, són esfèrics i d'un centímetre de diàmetre aproximadament.

## Usos
Els aranyons són comestibles però molt astringents i tenen una gran quantitat de taní. El seu gust millora després d'haver sofert l'acció d'una gelada. Alternativament, se'ls poden congelar uns dies. Se'n poden fer melmelades i també es poden assecar o confitar en vinagre. El gust dels aranyons és similar al del fruit anomenat umeboshi (梅干), fruit popular al Japó que es menja normalment salat i fermentat. Aquests fruits són la base de l'elaboració d'un licor propi de Navarra, el patxaran. El procés es fa mitjançant la maceració en alcohol dels aranyons.